# Spoorlijn Gisors-Embranchement - Pont-de-l'Arche
De Spoorlijn Gisors-Embranchement - Pont-de-l'Arche is een gedeeltelijk opgebroken Franse spoorlijn van Gisors naar Pont-de-l'Arche. De volledige lijn was 52,6 km lang en heeft als lijnnummer 342 000.

## Geschiedenis
De lijn werd aangelegd door de Chemin de fer de Pont-de-l'Arche à Gisors en geopend op 28 december 1868. Personenvervoer werd opgeheven in twee gedeeltes, tussen Gisors en Charleval op 11 maart 1940 en tussen Charleval en Pont-de-l'Arche op 9 april 1956. Goederenverkeer tussen Bézu-Saint-Éloi en Étrépagny werd gestaakt in 1982, tussen Gisors en Bézu-Saint-Éloi in 1989. Sindsdien is er alleen goederenvervoer tussen Étrépagny en Pont-de-l'Arche. Tussen Gisors en Étrépagny is de lijn opgebroken in 2003. 

## Aansluitingen
In de volgende plaatsen is of was er een aansluiting op de volgende spoorlijnen:
Gisors
RFN 330 000, spoorlijn tussen Saint-Denis en Dieppe
RFN 332 000, spoorlijn tussen Beauvais en Gisors-Embranchement
Gisors-Boisgeloup
RFN 339 000, spoorlijn tussen Gisors-Boisgeloup en Pacy-sur-Eure
Charleval
RFN 344 000, spoorlijn tussen Charleval en Serqueux
Pont-de-l'Arche
RFN 346 300, raccordement van Manoir
RFN 340 000, spoorlijn tussen Paris-Saint-Lazare en Le Havre

## Galerij

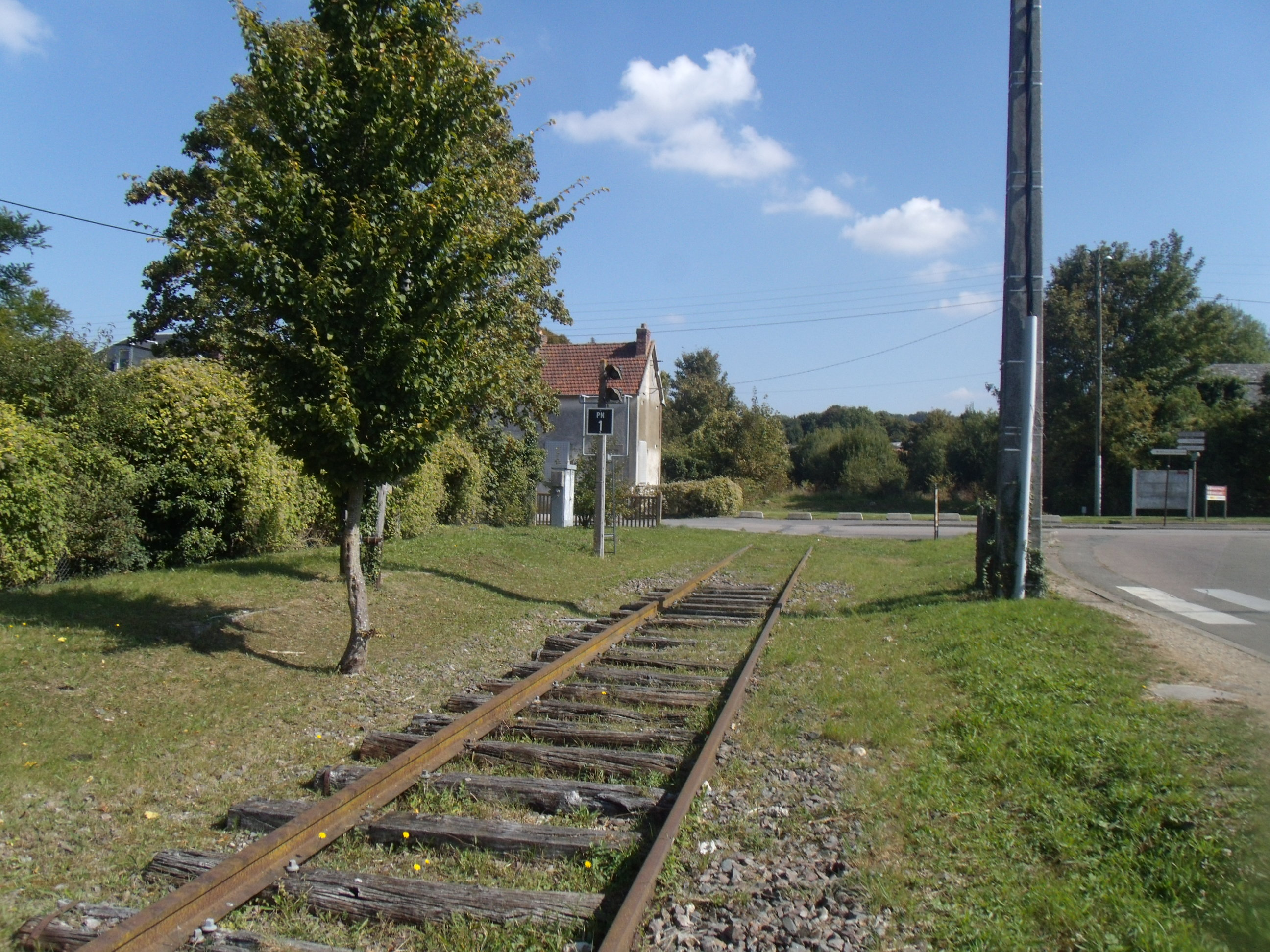
De lijn in Gisors bij de Rue de la Libération.
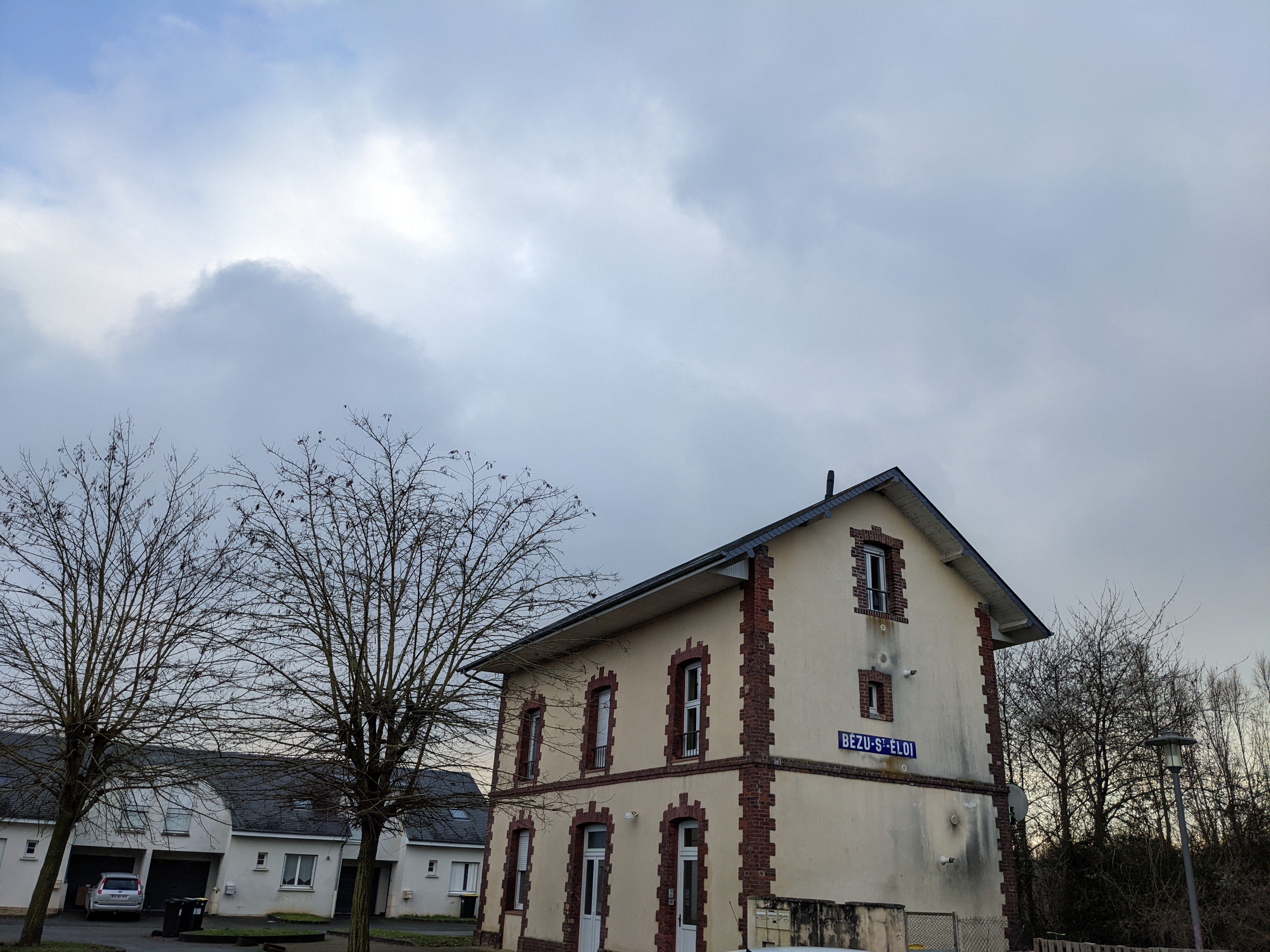
Station Bézu-Saint-Éloi.
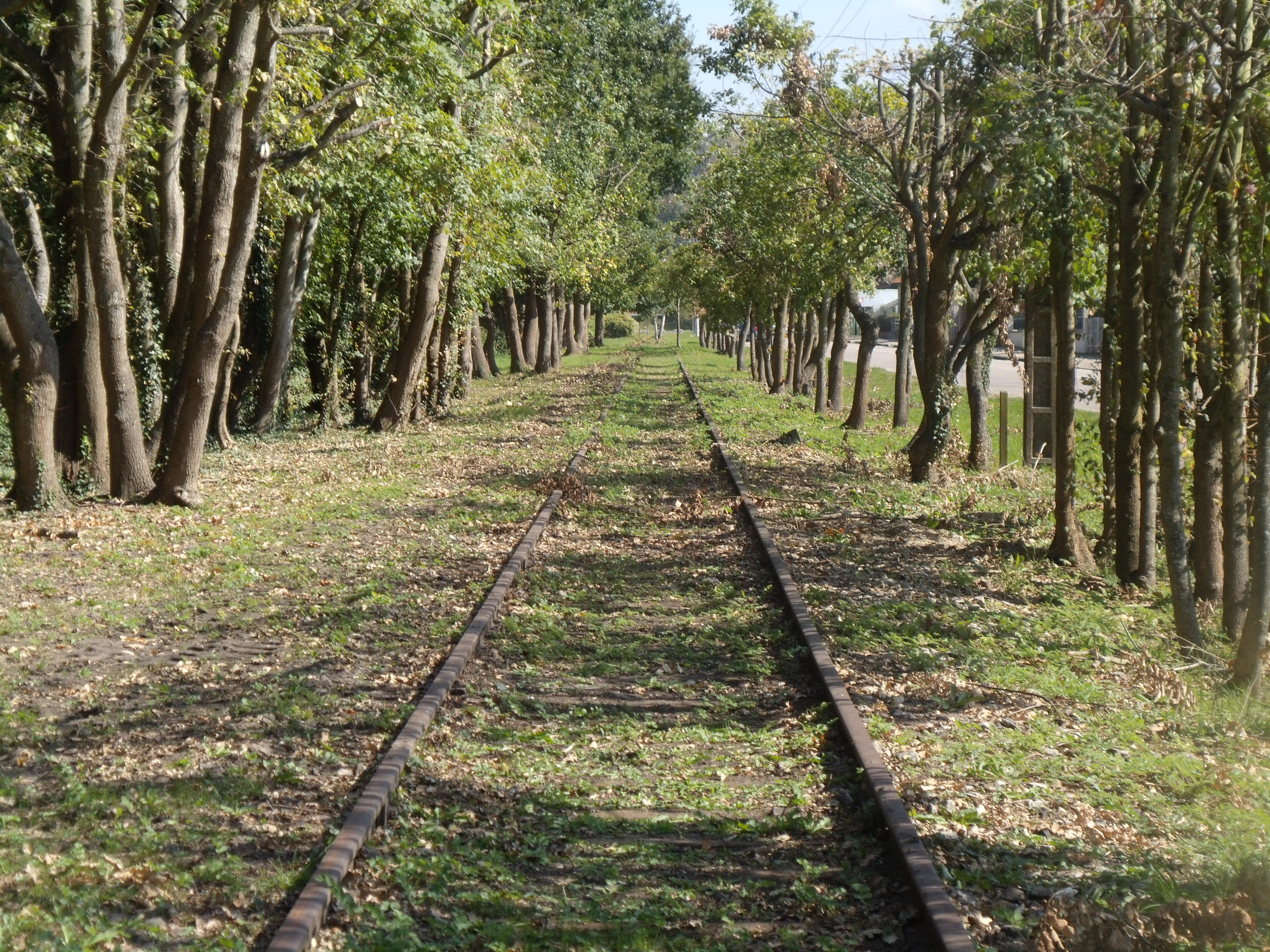
De lijn in Gisors bij de D148.
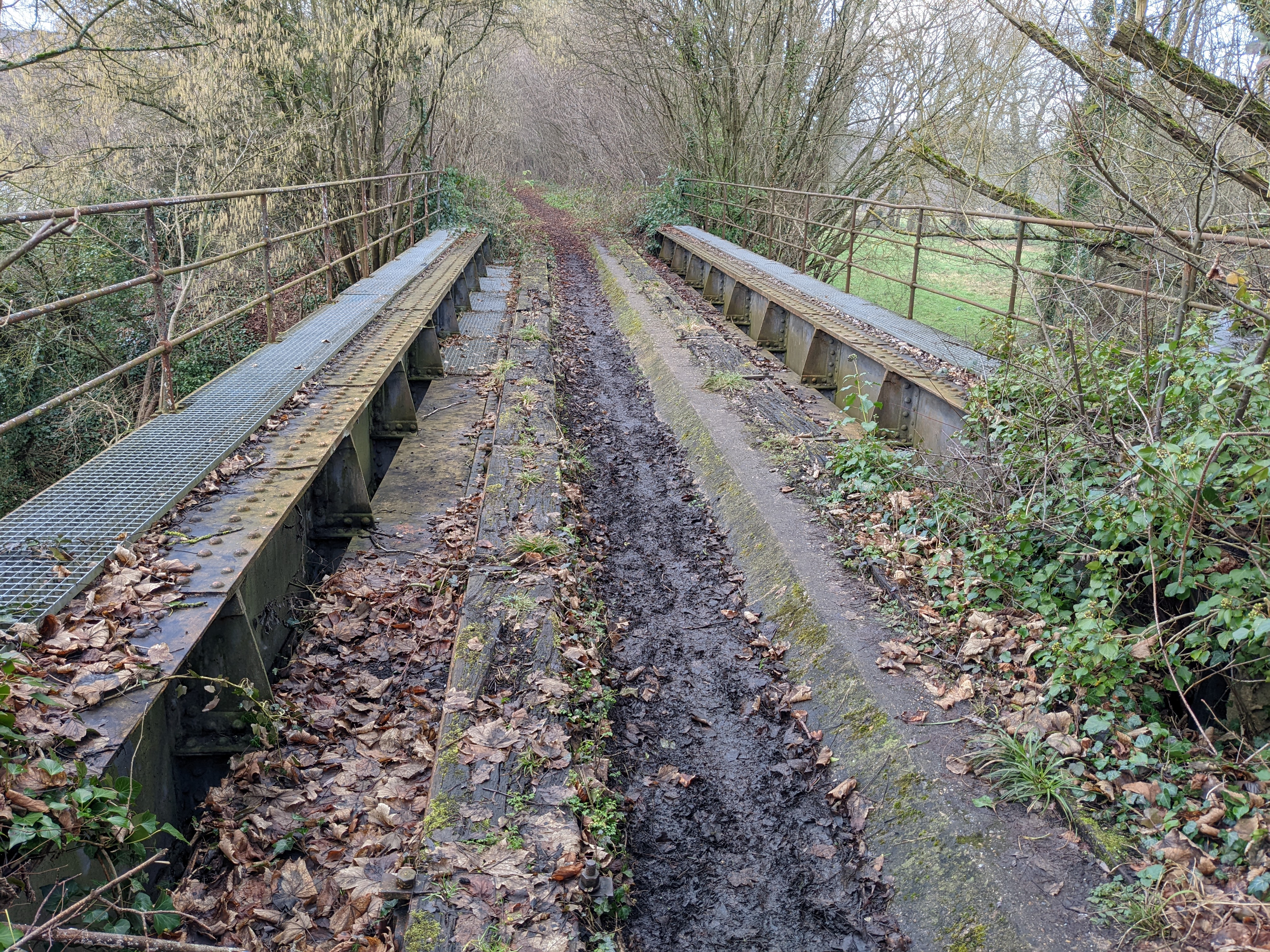
Spoorbrug over de Lévrière.